# Angus King (politikus)
Angus King (Alexandria, 1944. március 31. –) az Amerikai Egyesült Államok szenátora (Maine, 2013 –). Független politikus, de a Demokrata Párt frakciójának tagja. 1995 és 2003 között Maine állam kormányzója volt.